# 울리히 스피어스호퍼
울리히 스피어스호퍼(Ulrich Spiesshofer, 1964년 3월 26일~)는 독일 알렌 출신의 ABB 그룹의 전 CEO이다. 그는 2013년 9월 15일에 조 호건의 뒤를 이어 그 역할을 맡았다. 이전에 스피어스호퍼는 회사의 로봇 공학, 전력 변환, 모터 및 드라이브 사업을 포함하는 ABB의 개별 자동화 및 모션 사업부를 이끌었다. 그리하여 포뮬러 E를 위시한 각종 마케팅에 직접 등장하였다. 그러나 그는 2019년 4월 17일에 사임했다. 현재는 인피니온의 후임으로 알려져 있다고 하나 정확한 정황은 불명이다.
한편 그의 재임 중의 혁신적인 성과에도 쌍용차마냥 ABB 그룹의 흑자 전환을 이끌지 못했는지 대개 그의 임기는 실패로 취급된다. 이후 ABB에서는 Björn Rosengren을 후임으로 내정하여 아주 극단적인 구조조정을 하지만 히타치 제작소 등에 더 큰 부담까지 동시에 안기며 ABB 그룹의 구제불능은 현재진행형이다. 이는 훗날 코네엘리베이터의 임원이기도 한 마티 알라후타가 ABB그룹 임원을 사직하는 원인 중 하나로 꼽힌다.